# Orland (Maine)
Orland ist eine Town im Hancock County des Bundesstaates Maine in den Vereinigten Staaten. Im Jahr 2020 lebten dort 2221 Einwohner in 1415 Haushalten auf einer Fläche von 136,93 km².

## Geografie
Nach dem United States Census Bureau hat Orland eine Gesamtfläche von 136,93 km², von denen 121,83 km² Land sind und 15,10 km² aus Gewässern bestehen.

### Geografische Lage
Orland liegt im Südwesten des Hancock Countys, an der Mündung des Penobscot Rivers in die Penobscot Bay. Der Penobscot River begrenzt die Town im Westen. Auf dem Gebiet der Town befinden sich mehrere Seen. Der größte ist der Toddy Pond im Süden. Im Norden befinden sich der Alamoosook Lake und der Craig Pond. Die Oberfläche ist hügelig, die höchste Erhebung ist der zentral gelegene, 291 m hohe Great Pond Mountain.

### Nachbargemeinden
Alle Entfernungen sind als Luftlinien zwischen den offiziellen Koordinaten der Orte aus der Volkszählung 2010 angegeben.
- Nordosten: Dedham, 13,5 km
- Osten: Ellsworth, 21,2 km
- Südosten: Surry, 19,1 km
- Süden: Penobscot, 5,5 km
- Westen: Verona Island, 12,4 km
- Nordwesten: Bucksport, 9,9 km

### Stadtgliederung
In Orland gibt es mehrere Siedlungsgebiete: Cranes Corners, East Orland, Five Mile Corners, North Orland, Orland (Orland Village), South Orland und Winkumpaugh Corners.

### Klima
Die mittlere Durchschnittstemperatur in Orland liegt zwischen −7,22 °C (19° Fahrenheit) im Januar und 20,6 °C (69° Fahrenheit) im Juli. Damit ist der Ort gegenüber dem langjährigen Mittel der USA um etwa 6 Grad kühler. Die Schneefälle zwischen Oktober und Mai liegen mit bis zu zweieinhalb Metern mehr als doppelt so hoch wie die mittlere Schneehöhe in den USA; die tägliche Sonnenscheindauer liegt am unteren Rand des Wertespektrums der USA.

## Geschichte
Orland gehörte zu den sechs Gemeinden, deren Grant durch die Könige Wilhelm und Maria II. an David Marsh und 350 weitere Bürger von Massachusetts und New Hampshire vergeben wurde. Die Landvergabe wurde 1764 vom Gericht in Massachusetts bestätigt.
Zunächst wurde das Gebiet als Township No. 2 Orland East of Penobscot River, Livermore Survey (T2 EPR LS); Township No. 2 West of Union River, oder als Eastern River Township No. 2 bezeichnet. Die anderen fünf Townships waren Township No. 1 West of Union River, Plantation No. 3 Penobscot (Castine), Plantation No. 4 Sedgwick, Plantation No. 5 Blue Hill und Plantation No. 6 Surry. Ein weiterer früher Name des Townships war Alamasook.
Es gibt offizielle Berichte, dass der Grant für Orland an W. Dall, Nathaniel Snellings, Robert Treat und weitere Eigentümer aus Boston ging, doch war dies vermutlich ein späterer Grant für ein weiteres Gebiet.
Die Town Orland wurde am 21. Februar 1800 organisiert. Der Name stammt vom englischen „Oar“ (Ruder). Ein Ruder wurde am Ufer von Joseph Gross, einem frühen Siedler im Jahr 1764, gefunden. Bis 1804 wurden die Versammlungen der Town in einem Wohnhaus abgehalten, danach in dem neu errichteten Schulgebäude.

### Einwohnerentwicklung
| Volkszählungsergebnisse – Town of Orland, Maine | Volkszählungsergebnisse – Town of Orland, Maine | Volkszählungsergebnisse – Town of Orland, Maine | Volkszählungsergebnisse – Town of Orland, Maine | Volkszählungsergebnisse – Town of Orland, Maine | Volkszählungsergebnisse – Town of Orland, Maine | Volkszählungsergebnisse – Town of Orland, Maine | Volkszählungsergebnisse – Town of Orland, Maine | Volkszählungsergebnisse – Town of Orland, Maine | Volkszählungsergebnisse – Town of Orland, Maine | Volkszählungsergebnisse – Town of Orland, Maine |
| Jahr                                            | 1800                                            | 1810                                            | 1820                                            | 1830                                            | 1840                                            | 1850                                            | 1860                                            | 1870                                            | 1880                                            | 1890                                            |
| ----------------------------------------------- | ----------------------------------------------- | ----------------------------------------------- | ----------------------------------------------- | ----------------------------------------------- | ----------------------------------------------- | ----------------------------------------------- | ----------------------------------------------- | ----------------------------------------------- | ----------------------------------------------- | ----------------------------------------------- |
| Einwohner                                       | 294                                             | 480                                             | 610                                             | 975                                             | 1381                                            | 1579                                            | 1787                                            | 1701                                            | 1689                                            | 1390                                            |
| Jahr                                            | 1900                                            | 1910                                            | 1920                                            | 1930                                            | 1940                                            | 1950                                            | 1960                                            | 1970                                            | 1980                                            | 1990                                            |
| Einwohner                                       | 1251                                            | 1224                                            | 910                                             | 891                                             | 1015                                            | 1155                                            | 1195                                            | 1307                                            | 1645                                            | 1805                                            |
| Jahr                                            | 2000                                            | 2010                                            | 2020                                            | 2030                                            | 2040                                            | 2050                                            | 2060                                            | 2070                                            | 2080                                            | 2090                                            |
| Einwohner                                       | 2134                                            | 2225                                            | 2221                                            |                                                 |                                                 |                                                 |                                                 |                                                 |                                                 |                                                 |

## Wirtschaft und Infrastruktur

### Verkehr
Durch Orland verläuft in westöstlicher Richtung der U.S. Highway 1, von ihm zweigen in südlicher Richtung die Maine State Route 15 und die Maine State Route 176 ab.

### Öffentliche Einrichtungen
Orland besitzt keine eigenen medizinischen Einrichtungen oder Krankenhäuser. Die Nächstgelegenen befinden sich in Brewer und Ellsworth.
Die Little Free Library befindet sich in der School House Road in Orland.

### Bildung
Orland gehört mit Bucksport, Prospect und Verona Island zum Schulbezirk RSU 25.
Im Schulbezirk werden folgende Schulen angeboten:
- GH Jewett School, mit Pre-Kindergarten und Kindergarten
- Miles Lane School mit den Schulklassen 1 bis 4
- Bucksport Middle School mit den Schulklassen 5 bis 8
- Bucksport High School mit den Schulklassen 9 bis 12

## Persönlichkeiten

### Söhne und Töchter der Stadt
- Carl Darling Buck (1866–1955), Altphilologe und Linguist
- Walter Van Tilburg Clark (1909–1971), Schriftsteller